# José Filiberto Portillo Fernández de Velasco
 José Filiberto Portillo Fernández de Velasco (València, 22 d'agost de 1810 – ?) va ser un militar i polític espanyol, ministre durant el regnat d'Isabel II d'Espanya.
Ingressà en la milícia i durant la primera guerra carlina fou capità del primer batalló del Regiment de la Reina Governadora i coronel del tercer batalló del Regiment de Mallorca. El 1839 participà en les captures de Tales, Alcora, Llucena i de Begís i fou governador militar de Castelló de la Plana i de Morella. En acabar la guerra assolí el grau de mariscal de camp i quatre creus d'Orde de Sant Ferran.
Fou Ministre de Marina i Ultramar en el govern de Luis González Bravo (desembre de 1843 - maig de 1844). En 1844 la reina Isabel II d'Espanya li concedí el títol de Comte de Campo Arcís.